# رالف ألن (صحفي)
رالف ألن (بالإنجليزية: Ralph Allen)‏ (25 أغسطس 1913، وينيبيغ في كندا - 2 ديسمبر 1966، تورونتو في كندا)؛ صحفي وروائي كندي.